# KNT-308狙擊步槍
KNT-308（土耳其語：Keskin Nisanci Tufegi 308，意為：.308 口徑狙擊步槍）是由土耳其Kalekalip公司於2008年研製，土耳其机械和化学工业公司負責生產的一種手動槍機式狙擊步槍，它的首度公開是在2009年的國際國防工業展覽。此槍有效射程為800米，並可以5發或10發容量的彈匣供彈，若不算上額外零件，其單價為2000美元。生產商宣稱此槍比起其他同類型的狙擊槍有效兩成及輕了三成，價錢也比同類的武器便宜三成。據稱，KNT-308已被土耳其軍隊在與庫爾德工人黨的衝突和在伊拉克北部的行動中投入使用。
另外，此槍亦有一種射程高達1,700米的12.7×99毫米口徑衍生型。

## 使用國
- 土耳其